# Ardipithecus kadabba
Ardipithecus kadabba is een soort van Hominini uit Afrika, behorend tot het geslacht Ardipithecus,  waarvan de beendervondsten aanvankelijk tussen de 5,8 tot 5,2 miljoen jaar oud werden gedateerd, later tussen de 5,77 tot 5,54 miljoen jaar oud. Volgens de soortomschrijving zijn de fossielen nauw verwant aan de laatste gemeenschappelijke voorouder van chimpansees en mensen, wiens takken zich volgens moleculairbiologische schattingen ongeveer 6,5 à 5,5 miljoen jaar geleden splitsten.

## Vondst en naamgeving

### Ontdekking

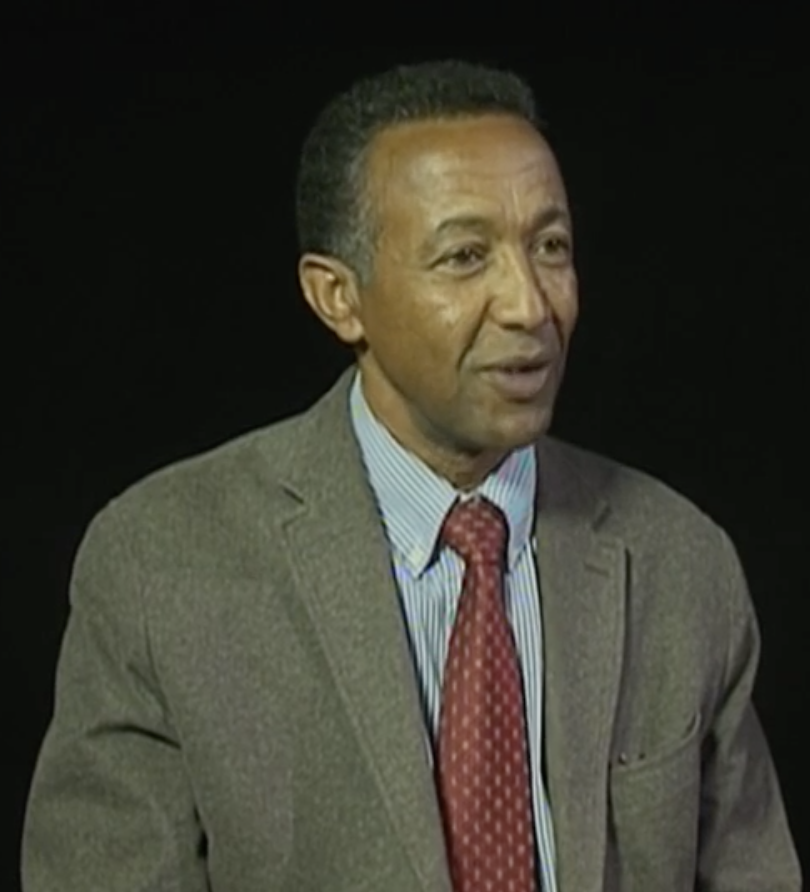
Yohannes Haile-Selassie

In december 1997 zag paleoantropoloog Yohannes Haile-Selassie in de Awash een stuk kaak van een aapmens op de grond liggen op de Asa-Koma-3-vindplaats bij de wadi Aylala. Hij voerde tussen 1995 en 1999 een systematisch onderzoek uit van alle plaatsen waar tussen de dorpen Enayto en Kurkura fossielhoudende lagen aan het oppervlak kwamen, bij elkaar zo'n vijftig vierkante kilometer. Verder speurwerk leverde in eerste instantie elf specimina op, die minstens vijf individuen vertegenwoordigden. Tot en met 2005 werden in totaal vijftien specimina geborgen.

### Ardipithecus ramidus kadabba
In 2001 benoemde Haile-Selassie op basis van de vondsten een nieuwe ondersoort van de al bestaande soort Ardipithecus ramidus: Ardipithecus ramidus kadabba. De oorspronkelijke Ardipithecus ramidus werd hernoemd tot de ondersoort Ardipthecus ramidus ramidus. Het type-exemplaar ofwel holotype bestaat voornamelijk uit een fragment van een rechteronderkaak met een daarin bewaard gebleven kies (M3, de onderste derde molaar). Vier tand- respectievelijk tandwortelfragmenten, uit een linkeronderkaak werden in 1999 direct  in verband met de rechteronderkaak aangetroffen. Ze werden vermoed van hetzelfde individu afkomstig te zijn en zijn daarom aangemerkt als deel van het holotype. Dit heeft het veldnummer ALA-VP-2/10. Het betreft een tweede voortand, een hoektand, een vierde premolaar en een tweede kies. De aanduidingen zijn geen inventarisnummers, hoewel de stukken formeel deel uitmaken van de collectie van het Nationaal Museum van Ethiopië.
De soortomschrijving uit 2001 baseert zich bijkomend op verdere vondsten van tanden en beenderen, die van 1997 af op in totaal vijf vindplaatsen in de Afarlaagte in Ethiopië zijn opgegraven geworden en van tien andere individuen afkomstig zijn. Deze specimina werden in 2001 aan de ondersoort toegewezen. ALA-VP-2/11 is een stuk van een middelste vingerkootje in 1997 gevonden door S. Eshete. ASK-VP-3/78 is de onderkant van een linkeropperarmbeen, in 1998 gevonden door Haile-Selassie. Hetzelfde jaar trof deze specimen DID-VP-1/80 aan, een bovenste of proximaal vingerkootje. Andere vondsten waren specimen STD-VP-2/62, een bovenste derde linkerkies, en specimen STD-VP-2/893, een stuk van een linkersleutelbeen. Dat jaar vond zijn medewerker M. Humed specimen STD-VP-2/61, een onderste rechterhoektand. In 1999 voegde Tim White zich bij het onderzoeksteam en groef specimen ALA-VP-2/101 op, een linkerarm met opperarmbeen en ellepijp. Het team vond dat jaar ook specimen STD-VP-2/63, een bovenste eerste linkerkies. Ook in 1999 vond L. Hlusko specimen AME-VP-1/71, een stuk van een kootje van een vierde linkerteen. In 2001 vond het team nog specimen ASK-VP-3/160, een bovenste derde linkerpremolaar. De STD-VP-2-vondsten zijn gedaan bij Saitune Dora. ALA-VP-2 verwijst naar Alayla en ASK-VP-3 naar Asa Koma. De 'DID' in DID-VP-1 staat voor Digiba Dora en AME-VP-1 verwijst naar Ambe East.

### Ardipithecus kadabba

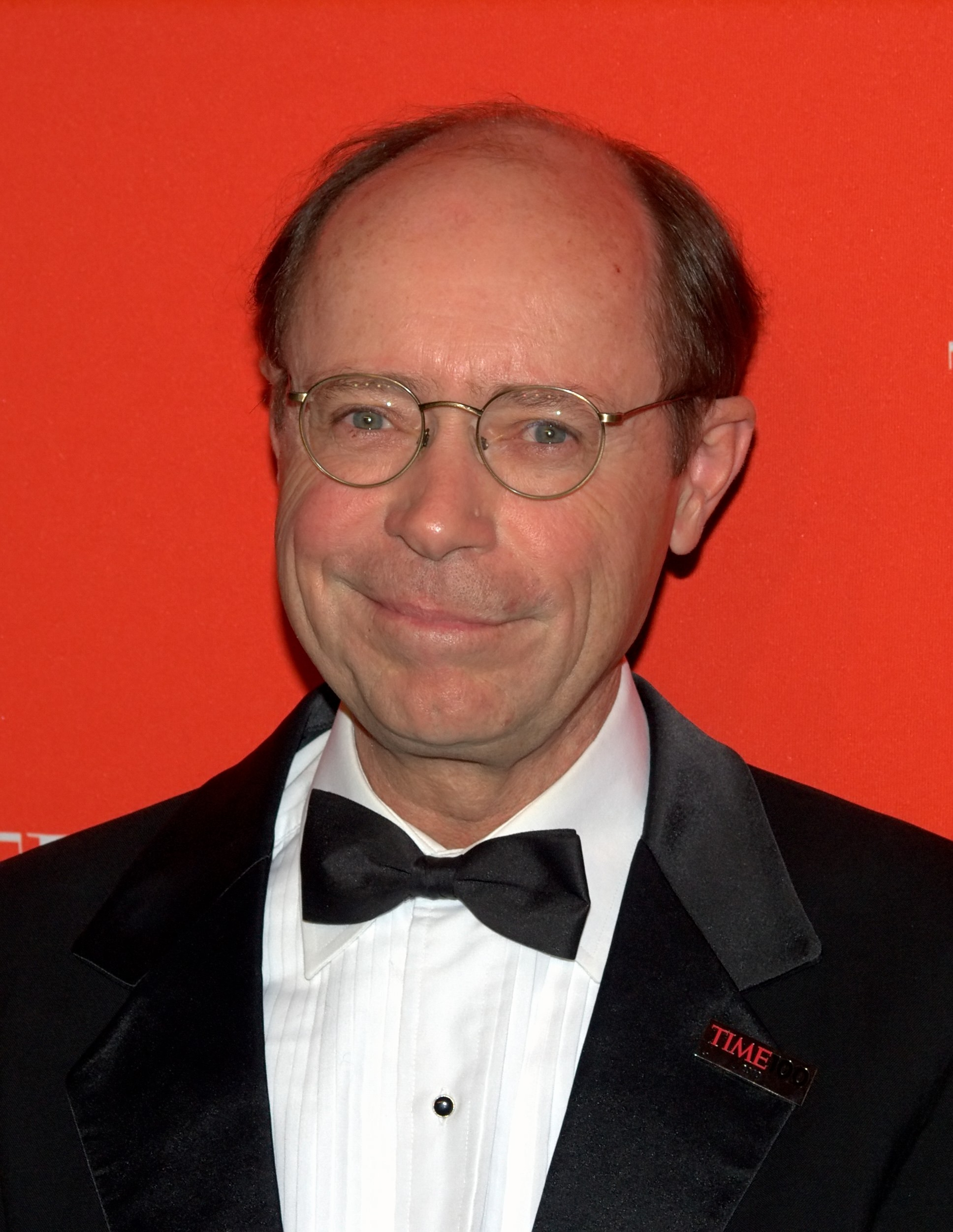
Timothy Douglas White

In de paleoantropologie was het in de eenentwintigste eeuw ongebruikelijk geworden nog ondersoorten te erkennen. Al in 2001 werd erkend dat nieuwe gegevens konden nopen een eigen soort te benoemen. In 2004 werd de ondersoort in een gezamenlijke publicatie van Haile-Selassie en de ontdekker van Ardipithecus ramidus, Timothy Douglas White, gepromoveerd tot een volle soort: Ardipiothecus kadabba. Deze correctie van de aanvankelijke indeling van de fossielvondsten werd gebaseerd op het feit dat Ardipithecus kadabba 'primitievere' ofwel meer basale kenmerken vertoonde dan de aan de soort Ardipithecus ramidus toegeschreven fossielen. Ardipithecus kadabba vertoont hierdoor tegelijk een grotere overeenkomst met de geslachten Sahelanthropus en Orrorin. 
Deze inzichten worden ondersteund door verdere vondsten van tanden, die in november 2002 aan het licht kwamen en als 5,8 à 5,6 miljoen jaar oud worden gedateerd. Ze werden aan Ardipithecus kadabba toegewezen. Het betreft de specimina ASK-VP-3/400: een bovenste rechterhoektand; ASK-VP-3/401: een bovenste eerste rechterkies; ASK-VP-3/402: een bovenste eerste linkerkies; ASK-VP-3/403: een onderste derde linkerpremolaar; ASK-VP-3/404: de tonghelft van een bovenste vierde linkerpremolaar; en ASK-VP-3/405: een stuk van een bovenste vierde rechterpremolaar.
De geslachtsnaam Ardipithecus is een neologisme. De betekenis van de naam van het geslacht is deels uit het Afar afgeleid (van ardi = aardbodem), deels uit het Oudgrieks (van πίθηκος, in het OudGrieks uitgesproken als píthēkos, = aap). Het epitheton ofwel de soortaanduiding kadabba komt ook uit het Afar en betekent 'stamvader van een familie'. De soortnaam Ardipithecus kadabba betekent dus zoiets als 'stamvader van de bodemapen'. De soortaanduiding werd gesuggereerd door wijlen Neina Tahiro.
In 2009 werd door Selassie een heel boek aan de soort en zijn habitat gewijd.
Het holotype komt uit de Asa Koma-afzetting. Resten gevonden in de Kuseraleeafzetting, waaronder teenkootje AME-VP-1/71, zijn toegewezen aan een Ardipithecus cf. kadabba. Deze lagen zijn jonger, volgens een eerste schatting 5,2 miljoen jaar oud.

## Beschrijving

### Onderscheidende kenmerken
In 2001 werd een aantal kenmerken aangegeven waarin Ardipithecus ramidus kadabba verschilde van Ardipithecus ramidus ramidus. De derde onderste kies heeft scherpe knobbels aan de tongzijde die hun reliëf zelfs bij extreme slijtage behouden. De onderste derde kies heeft een vierkant profiel aan de distale zijde, richting eind van de tandenrij, met vier duidelijk onderscheidbare knobbels. De derde bovenste premolaar heeft aan de mesiale zijde, de kant van de hoektand, een ondiepe uitholling van het kauwvlak ofwel fovea. Sommige exemplaren hebben op de onderste hoektanden minder relief op de mesiale hoek van de tongzijde van de tandkroon. De onderste hoektanden zijn diagonaal versmald tussen de mesiale hoek van de tongzijde en de distale hoek van de lipzijde.
In 2004 werden deze verschillen bevestigd en twee extra kenmerken aangegeven waarin A. kadabba verschilt van A. ramidus. Bij de bovenste hoektand eindigen de mesiale en distale kammen van het spits dichter bij de basis. Bij de onderste derde premolaar is het profiel van de kroon meer asymmetrisch en de fovea anterior is kleiner ten opzichte van de tand als geheel.
In 2001 werd een verschil aangegeven met meer basale mensapen. De onderste hoektanden zijn meer gelijkend op voortanden, met een tuberculum aan de zijde van de derde premolaar en exemplaren waar de 'schouder' aan de mesiale zijde hoog geplaatst is en een begin van een richel aan de mesiale basis ontwikkeld kan zijn. In deze eigenschappen komt de ondersoort overeen met Ardipithecus ramidus ramidus.
In 2004 werd een extra verschil gegeven met basale mensapen. De onderste derde premolaar heeft een fovea anterior die duidelijk afgegrensd is, door een vouwvormig randgedeelte aan de mesiale lipzijde. Verder is er een verschil met zowel basale mensapen en de mensachtige Orrorin. De omtrek van de bovenste hoektand is ronder op het spits bekeken.

### Skelet

#### Onderkaken
Aan de binnenzijde van de onderkaak is de fovea mandibularis, een uitholling die de onderkaakspeekselklier ofwel glandula submandibularis huist, vooraan ondiep. De doorboring van het foramen mentale is naar voren en boven gericht en bevindt zich op de middelste hoogte van het kaaklichaam onder of iets voor de vierde premolaar. Het kaaklichaam, het corpus, is in absolute zin even groot als bij Lucy, het befaamde exemplaar van Australopithecus afarensis, maar is minder robuust ter hoogte van de tweede en derde kies.

#### Gebit
De tweede onderste voortand is duidelijk smaller, in buitenaanzicht, dan die van chimpansees. De onderste hoektand heeft een hogere mesiale 'schouder' vergeleken met vrouwelijke chimpansees. De onderste hoektand STD-VP-2/61 heeft een zeer basale vorm doordat de hoek aan de mesiale tongzijde afgevlakt is zonder duidelijke tandrand en verticale groeve, net als bij chimpansees. De bovenste hoektand ASK-VP-3/400 is nauwelijks afgesleten op het spits. De mesiale kam heeft een steil slijfacet als bij chimpansees maar duidelijk verschillend van het meer horizontale facet bij australopitheken die ook meer versleten spitsen hebben. De verticale groeve aan de mesiale tongzijde is ondiep aan de basis en wordt ondieper richting het spits. Op de groeve na is deze zijde vrij plat zonder de uitholling die chimpansees kenmerkt of bij Orrorin te zien is. De 'schouder' ligt dicht bij de basis. Het geheel is aldus vrij spits in zijaanzicht en zelfs langwerpiger dan bij Orrorin hoewel die laatste geen echte schouders heeft. De langwerpigheid ligt net binnen het bereik van vrouwelijke chimpansees. Mesiaal-distaal gemeten, dus in het verlengde van de tandenrij, is de hoektand smaller dan zowel bij Orrorin als bij chimpanseevrouwen.
De onderste derde premolaar ASK-VP-3/403 is op het spits bezien erg asymmetrisch, sterker dan in 2004 van enig andere mensachtige bekend was.
De onderste vierde premolaar heeft een duidelijke talonide knobbel en een aan het uiteinde gespleten tandwortel, een zogenaamde Tome's Root. Dat verschilt van de enkelvoudige wortels die steeds bij Ardipithecus ramidus aangetroffen zijn. De onderste derde kies heeft een metaconide en entoconide die puntig uitsteken, ondanks een diepe slijtage tot in het dentine van het protoconide. Bij latere mensachtigen zijn die knobbels steeds meer afgerond. De derde kies van het holotype is in absolute zin kleiner van bij Australopithecus anamensis en Austarlopithecus afarensis maar groter dan overeenkomende kiezen van chimpansees. Bij de tweede kies is de helft aan de lipzijde extreem diep uitgesleten, dieper dan bij alle andere bekende mensachtigen.
De bovenste derde premolaar ASK-VP-3/160 lijkt op die van Ardipithecus ramidus maar de uitholling van de fovea mesialis is ondieper. De mesiale tandrand ligt dichter bij de basis dan het midden van de tandkroon. De kroon mist de sterke verbreding aan de mesiale lipzijde die bij chimpansees bestaat. Bovenste derde kies STD-VP-2/62 heeft het profiel van een rechthoek, langwerpig van de tongzijde naar de lipzijde en niet zo sterk taps toelopend naar de distale kant als bij latere mensachtigen. Er zijn duidelijk vier knobbels en de algemene bouw lijkt sterk op die van typische Miocene basale mensapen. Het kauwvlak is minder gerimpeld dan bij chimpansees. Een ander verschil met die groep is dat de fovea mesialis minder breed is. Ook bovenste eerste kies STD-VP-2/63 is niet sterk gerimpeld en is kleiner dan alle bekende A. afarensis bovenste eerste kiezen.
Het tandglazuur is even dik als bij Ardipithecus ramidus of zelfs iets dikker.

##### Reductie van hetCanine Honing Complex
Het artikel in 2004 zag het belang van de vondst vooral in de aanwijzingen voor een reductie van het zogenaamde canine honing complex, een plaatsing van de tanden die een constant aanscherpen van de hoektanden garandeert. Mensen kauwen grotendeels met hun kiezen. Bij andere mensapen echter, net als bij alle andere apen van de Oude Wereld, nemen (voortanden en) hoektanden een belangrijker deel van het afbijten en verwerken van voedsel voor hun rekening, vooral van vruchten. Daarnaast wordt het voorste gebit gebruikt ter dreiging en als wapen. De hoektanden zijn daartoe sterk vergroot en steken uit. Het gebit heeft naast elke hoektand een gat (diastema), in dewelke de hoektand van de tegenoverliggende kaak past. Wanneer de hoektanden bij het toebijten tegen elkander wrijven, scherpen ze hun kronen constant aan. De bovenste hoektand rust in een diasteem tussen de onderste hoektand en de onderste derde premolaar. De onderste hoektand rust in een diasteem tussen de bovenste tweede voortand en de bovenste hoektand. De distale (van de middenlijn van de schedel gerichte) achterrand van de onderste hoektand glijdt langs de mesiale (richting middenlijn) voorrand van de bovenste hoektand. Die wordt zelf verder aangescherpt doordat zijn distale achterrand langs de mesiale voorrand van de derde premolaar van de onderkaak glijdt. Daarbij wordt ook de achterkant (tongzijde) van deze hoektand uitgeslepen. Bij latere vormen, zoals Ardipithecus ramidus, verdwijnt deze uitholling en blijven alleen verticale slijtfacetten. Daarnaast worden de spitsen van de hoektanden stomper. A. kadibba lijkt een tussenfase te tonen: de spitsen zijn nog scherp en de derde premolaar wijkt aan de zijde van het diasteem maar de uitslijping van de bovenste hoektand ontbreekt. De achterzijde heeft wel een verticaal slijtfacet maar het distale tuberculum, het knobbeltje aan de zijde van de derde premolaar, is niet diagonaal gesleten maar horizontaal. Dit beginnende verlies van het 'CHC' werd als argument voor de indeling van de vondsten tot die tak van de mensapen aangedragen, die zich later tot de australopitheci en ten slotte tot het geslacht Homo zou ontwikkelen. In 2001 werd gesteld dat de hoektanden waren versmald en meer de vorm van voortanden begonnen te benaderen. De hoektanden zijn desalniettemin van een aanzienlijke omvang, het groottebereik van chimpansees overlappend. De mesiale 'schouder' van de bovenste hoektand is kort.

#### Postcrania
Specimen STD-VP-2/893 bewaart de buitenste helft van een sleutelbeen. Het heeft een dikke botwand en een ovale doorsnede. Het tuberculum conoideum is langwerpig, ruw en robuust, zo zwaargebouwd als bij A. afarensis en veel robuuster dan bij chimpansees. De aanhechting voor de musculus deltoideus op het bovenvlak is goed ontwikkeld.
De linkerarm ALA-VP-2/101 is nogal klein. De doorsnede van de schacht van het opperarmbeen is geringer dan bij specimen ARA-VP-7/2 van Ardipithecus ramidus, en niet groter dan de in 2001 bekende kleinste exemplaren van A. afarensis. Bij de ellepijp is de aanhechting voor de musculus brachialis zwak ontwikkeld. Deze spier buigt mede de elleboog en zou een functie gehad kunnen hebben bij het klimmen. De schacht van de ellepijp is meer gebogen dan bij latere mensachtigen, een basaal kenmerk. Opperarmbeen ASK-VP-3/78 vertegenwoordigt een wat groter exemplaar. Het toont de bouw van het bovenste ellebooggewricht. De groeven voor het contact met het spaakbeen en de processus cornoideus van de ellepijp zijn gescheiden door een uitstekende richel die echter nergens uitgegroeid is tot een bult. De buitenste kam van het gewrichtsvlak is scherp, een basaal kenmerk dat ook nog bij A. afarensis voorkomt. De groeve voor het contact met de processus olecrani van de ellepijp is vrij diep ingesneden, verschillend van de meer ovale en ondiepe fossae bij latere mensachtigen.
Specimen ALA-VP-2/11, het onderste uiteinde van een middelste vingerkootje, is aan de bovenzijde nauwelijks gebogen. De palmzijde toont echter diepe dubbele groeven voor de pezen van de musculus flexor digitorum superficialis. Gebogen kootjes zijn typisch voor klimmende apen. Een sterke buigende spier zou voor het klimmen zeer nuttig zijn. Het kootje is groter en robuuster dan in 2001 bekende exemplaren van A. afarensis. Bij kootje DID-VP-1/80 zijn de richels voor de musculus flexor retinaculum extensorum zwakker ontwikkeld dan bij A. afarensis en de buiging is niet sterker dan bij die soort. Heel sterke aanwijzingen voor het klimmen zijn bij deze kootjes dus afwezig.
Teenkootje AME-VP-1/71 is 31,9 millimeter lang. De zoolzijde is in zijaanzicht sterk gekromd. De onderste helft is verticaal afgeplat en de bovenste helft horizontaal. Het bovenste ofwel proximale gewrichtsvlak is naar boven gedraaid, als het kootje horizontaal gehouden wordt. Deze oriëntatie komt overeen met die van latere mensachtigen; de buiging lijkt op de situatie bij basale mensapen. Deze zeldzame combinatie komt ook voor bij exemplaren van A. afarensis die bij Hadar zijn gevonden.

## Fylogenie
In 2001 was het bezit van meer basale gebitskenmerken ten opzichte van Ardipithecus ramidus ramidus mede het motief om een aparte ondersoort te benoemen. Dat was wat eigenaardig want die kenmerken wezen erop dat de twee geen 'zusterondersoorten' waren: Ardipithecus ramidus kadabba was vermoedelijk een eerdere afsplitsing, wat ook bij de grotere geologische ouderdom aansloot. De toewijzing aan Ardipithecus maakte dat geslacht dus parafyletisch, niet alle nakomelingen omvattend, wat tegenwoordig als ongewenst wordt gezien. De beperkte resten en het voorkomen in hetzelfde gebied ontmoedigden het benoemen van een apart geslacht. Dat werd ook in 2004 niet aangedurfd en is nog steeds niet gebeurd, hoewel het meer in lijn zou zijn met de huidige fylogenetische praktijk.
In 2001 zag men de combinatie van meer afgeleide gebitskenmerken met de vorm van het teenkootje als voldoende grond om aan te nemen dat het taxon zich  op de tak bevond die naar de mens leidt in plaats van de aftakking die naar de chimpansees voert.
Ten slotte wordt in dezelfde publicatie aangemerkt, dat Ardipithecus, Sahelanthropus en Orrorin tot eenzelfde groep behoren en – op basis van nieuw ontdekte vondsten – mogelijkerwijs in een apart geslacht kunnen worden ingedeeld.
In 2008 wezen Bernard Wood en Nicholas Lonerga erop, dat de van andere soorten van de Hominini aanzienlijk afwijkende kenmerken van de tanden van Ardipithecus kadabba diens indeling bij de Hominini niet goed gefundeerd doet lijken, zoals dit bij Ardipithecus ramidus het geval is.

## Levenswijze

### Habitat
Het leefgebied van Ardipithecus kadabba was vrij dicht bebost. Volgens de soortomschrijving uit 2001 wijzen paleontologische bijvondsten erop, dat Ardipithecus kadabba in een habitat leefde die uit wouden, met bomen begroeide savannes en open watervlaktes bestond, zoals ook de habitat voor Sahelanthropus tchadensis wordt omschreven.

### Voedsel
Gezien zijn leefgebied kan Ardipithecus kadabba vruchten en bladeren gegeten hebben. De beginnende reductie van de voorste tanden kan er echter op wijzen dat ook meer harder of taaier voedsel verwerkt werd. Dat zou ook in overeenstemming zijn met het dikkere tandglazuur.

### Voortbeweging
Volgens het artikel uit 2001 wees de oriëntatie van het bovenste gewrichtsvlak van het teenkootje AME-VP-1/71 op een goed vermogen de voet af te zetten en daarmee op een tweebenige gang.

### Ziekte
Bij het holotype is een groot abces zichtbaar rond de tandwortels van de vierde premolaar en de eerste kies. De buitenzijde van de kaaktak is erdoor zo gezwollen dat de normale uitholling in deze zone grotendeels gevuld wordt.